# キングオクトパス
株式会社キングオクトパス（英: KingOctopus Inc.）は、東京都荒川区に本社を置く企業。映像制作、旅行事業、物販事業等を行う。

## 概要
2014年3月設立。釣りTV番組制作、海外釣り旅行企画と販売、釣具プロデュースと販売の3本を柱に活動を開始。釣りの楽しみ方の提案や情報を発信し、釣り文化の継承を企業理念としている。

## 主な製作番組
- 夢釣行〜一魚一会の旅〜（BS日テレ、2017 - ）
- 世界怪魚列伝（BS日テレ、2017 - ）
- 釣り百景（BS-TBS、2017 - 2018）
- 激ウマ!漁師めし（BS-TBS）
- Do!Fishing（TOKYO MX、2020 - ）
- 魚種格闘技戦（釣りビジョン）